# Fedir Hajdamacha
Fedir Hajdamacha (ukr. Федір Гайдамаха) – ukraiński działacz społeczny i poseł na Sejm Krajowy Galicji i do austriackiej Rady Państwa V kadencji w latach 1873-1879.
Chłop, posiadający gospodarstwo we wsi Iwankowa, w pow. borszczowskim.
Poseł do Sejmu Krajowego Galicji III kadencji (1870–1876), Wybrany do sejmu  w IV kurii obwodu Czortków, z okręgu wyborczego nr 8 Borszczów-Mielnica. W Sejmie był członkiem Klubu Ruskiego.
Poseł do austriackiej Rady Państwa V kadencji (5 listopada 1873 – 22 maja 1879), wybrany w kurii IV (gmin wiejskich) w okręgu wyborczym nr 24 (Zaleszczyki–Borszczów–Horodenka). W parlamencie austriackim był członkiem Klubu Ruskiego.